# Saint-Jean-de-Belleville
Pour les articles homonymes, voir Saint-Jean et Belleville.
Saint-Jean-de-Belleville est une ancienne commune française située dans le département de la Savoie, en région Auvergne-Rhône-Alpes.
La commune fusionne avec la commune de Les Belleville le 1er janvier 2019, dont elle devient commune déléguée.

## Géographie
Le chef-lieu de la commune se trouve à 1 110 m d'altitude, à 12 km au sud de Moûtiers. L'accès en provenance de cette dernière se fait par la route départementale D117.
La commune est constituée de plusieurs villages ou hameaux : Villarly, la Sauce, Deux-Nants, le Villard, les Granges, Novallay, le Villaret, Beauvillard, la Flachère, la Combe.

### Communes limitrophes
| Les Avanchers-Valmorel            | Le Bois                  | Salins-Fontaine |
| Saint-François-Longchamp          | Saint-Jean-de-Belleville | Les Belleville  |
| Pontamafrey-Montpascal Montaimont | Hermillon Le Châtel      |                 |

### Climat
Le climat est de type montagnard, en raison de la présence du massif alpin.

## Toponymie
Le toponyme est un nom composé du nom de la paroisse dédiée à saint Jean-Baptiste le Précurseur, et de la vallée dite des Belleville,,. Ce dernier est un nom composé de belle et de Villæ (« village »), désignant un lieu habité ou le centre d'une paroisse,,.
En francoprovençal, le nom de la commune s'écrit Sin Dzan (graphie de Conflans) ou Sent-Jian-de-Bélavela (ORB).

## Histoire
Le 1er janvier 2019, elle rejoint la commune nouvelle des Belleville.
Le 27 août 1928, le centre-bourg de Saint-Jean de Belleville est victime d'un incendie. Parti d'une grange, le feu ravagea 90% du village, aux maisons construites en bois, épargnant l'église, grâce à la position de l'ancien cimetière autour de l'édifice.

## Politique et administration
| Période                                  | Période  | Identité          | Étiquette | Qualité |
| ---------------------------------------- | -------- | ----------------- | --------- | ------- |
| janvier 2019                             | En cours | Donatienne Thomas |           |         |
| Les données manquantes sont à compléter. |          |                   |           |         |

| Période                                  | Période       | Identité            | Étiquette | Qualité |
| ---------------------------------------- | ------------- | ------------------- | --------- | ------- |
| avant 1967                               |               | Antoine Roux-Vollon | UDR       |         |
| mars 2001                                | mars 2014     | Fabrice Pannekoucke | UMP       |         |
| mars 2014                                | décembre 2018 | Donatienne Thomas   |           |         |
| Les données manquantes sont à compléter. |               |                     |           |         |

## Démographie
L'évolution du nombre d'habitants est connue à travers les recensements de la population effectués dans la commune depuis 1793. Pour les communes de moins de 10 000 habitants, une enquête de recensement portant sur toute la population est réalisée tous les cinq ans, les populations de référence des années intermédiaires étant quant à elles estimées par interpolation ou extrapolation. Pour la commune, le premier recensement exhaustif entrant dans le cadre du nouveau dispositif a été réalisé en 2005.

En 2016, la commune comptait 536 habitants, en évolution de −4,11 % par rapport à 2010 (Savoie : +3,63 %, France hors Mayotte : +2,11 %).
| 1793  | 1800  | 1806  | 1822  | 1838  | 1848  | 1858  | 1861  | 1866 |
| ----- | ----- | ----- | ----- | ----- | ----- | ----- | ----- | ---- |
| 1 170 | 1 025 | 1 236 | 1 281 | 1 411 | 1 349 | 1 025 | 1 012 | 949  |

| 1872 | 1876 | 1881 | 1886 | 1891 | 1896 | 1901 | 1906 | 1911 |
| ---- | ---- | ---- | ---- | ---- | ---- | ---- | ---- | ---- |
| 971  | 960  | 935  | 966  | 968  | 960  | 958  | 946  | 914  |

| 1921 | 1926 | 1931 | 1936 | 1946 | 1954 | 1962 | 1968 | 1975 |
| ---- | ---- | ---- | ---- | ---- | ---- | ---- | ---- | ---- |
| 855  | 759  | 735  | 687  | 628  | 572  | 497  | 461  | 470  |

| 1982 | 1990 | 1999 | 2005 | 2006 | 2010 | 2015 | 2016 | - |
| ---- | ---- | ---- | ---- | ---- | ---- | ---- | ---- | - |
| 363  | 394  | 418  | 475  | 483  | 559  | 535  | 536  | - |

## Culture locale et patrimoine

### Lieux et monuments
- Église Saint-Jean-Baptiste, remaniée entre les XVIIe siècle et XVIIIe siècle dans un style baroque[10].
- Chapelle Notre-Dame-des-Grâces, construite entre 1734 et 1741, dans un style baroque[11]

### Personnalités liées à la commune
- Marie-Julien Dunand (en) (1841-1916), natif, Missions étrangères de Paris, envoyé en Chine en 1869. Vicaire apostolique du Se-Tchoan occidental, avec le titre d'évêque[12],[13]. Chevalier de la Légion d'Honneur.